# Gerhard Brinkmann (Grafiker)
Gerhard Brinkmann (* 19. August 1913 in Fockendorf/Thüringen; † 26. Mai 1990 in Mannheim) war ein deutscher Grafiker und Karikaturist, der vor allem unter seinem Kürzel G.Bri. bekannt wurde.

## Leben und Werk
Gerhard Brinkmann zeichnete bereits während seiner Gymnasialzeit in Leipzig für verschiedene Wochenzeitungen. Er besuchte die dortige Akademie der Graphischen Künste und ging anschließend nach Berlin, wo er lange Jahre für große Blätter wie die Berliner Illustrirte Zeitung und Die Woche arbeitete.
In der Zeit des Nationalsozialismus zeichnete er auch für satirische (aber in dieser Zeit systemtreue) Zeitschriften wie Kladderadatsch und Simplicissimus.
Dem Kriegsdienst entging er, da er nach einem Unfall als Dreijähriger auf einem Auge blind war. Dieses Handikap beeinflusste seine künstlerischen Fähigkeiten aber kaum.
Er schuf 1941 die Illustrationen für die deutsche Ausgabe von Jaroslav Žáks humoristischer Darstellung des Schulalltages Der Klassenkampf (Orig.: Študáci a kantoři, späterer Titel der deutschen Neuausgabe: Pennäler contra Pauker).
In den frühen 1950er Jahren zeichnete er u. a. die Kurz-Cartoons herbert in der Zeitschrift REVUE. 1952 entstand der Werbeslogan „Darauf einen Dujardin“ mit zahlreichen Witzzeichnungen aus seiner Feder. 1953 wanderte er nach Kanada aus, lebte dort fünf Jahre und anschließend weitere fünf Jahre in der Nähe von New York. In seiner Zeit in Nordamerika befasste er sich nicht nur mit der westlichen Kultur, sondern auch intensiv mit den amerikanischen Ureinwohnern. Das schlug sich darin nieder, dass er in seinen Werken bereits in den 1960er Jahren umweltpolitische Themen einarbeitete.
Nach seiner Rückkehr in die Bundesrepublik Deutschland im Jahre 1963 lebte er mit seiner zweiten Ehefrau in Bernau am Chiemsee, wo er seine bekanntesten Werke schuf.
Er veröffentlichte von den 1960er bis 1980er Jahren zahlreiche Cartoon-Serien in deutschen Illustrierten wie Stern, P.M. oder Gong. Erfolgreich waren zum Beispiel Alfred, der Straßenfeger und die Familie Saubermann. Sein gezeichneter Reporter fragte die einfache Bevölkerung „Was sagen Sie dazu?...“. G.Bri. dokumentierte mit den oft verfehlten Antworten die Stimmungslage der Nation. Dieses Format ist heute Vorbild für zahlreiche Fernseh-Comedians.
Erfolgreich war er auch mit der Illustration zahlreicher humoristischer Bücher, sowie Ausstellungen seiner Zeichnungen und komischen Plastiken in verschiedenen deutschen Großstädten.
Brinkmanns Nachlass befindet sich seit dem Jahr 2010 im Sächsischen Staatsarchiv – Staatsarchiv Leipzig in Leipzig-Paunsdorf.

## Bibliographie
- Frohe Fahrt 1951.
- herbert. Stuttgart: Blücher, 1952.
- Alfred in allen Gassen 1962.
- Erfolgsmenschen 1969.
- Das kleine Karikaturen-Kabinett, 1977, ISBN 3-463-00697-9.
- Hofgeschichten 1978, ISBN 3-87553-095-0.
- Das darf doch nicht wahr sein! 1980, ISBN 3-453-35603-9.
- G.Bri fragt: Was sagen Sie dazu? 458 Mitbürger sagen ihre Meinung 1979, ISBN 3-463-00735-5.
- Cartoons 1983, ISBN 3-88034-054-4.
- herbert und sein kleiner Bruder. Stuttgart: Herold, 1980, ISBN 3-7767-0292-3.
- Ich liebe flotte Rentner(innen) 1986, ISBN 3-8231-0720-8.

Viele weitere humoristische Bücher hat Brinkmann als Auftragsarbeiten illustriert, so zum Beispiel Herold’s Gutenacht-Geschichten, Ich liebe Lottospieler oder Endlich siebzig! Außerdem stammt die lange Jahre bekannte Werbefigur Lefax-Männchen ebenso aus seinem Atelier wie die Illustrationen zum Werbeslogan „Im Falle eines Falles klebt Uhu wirklich alles“.